# Дирекция на земеделието, търговията и общите сгради
Дирекцията на земеделието, търговията и общите сгради е държавна институция в Източна Румелия, една от дирекциите, съставляващи правителството на областта. Дирекцията управлява държавните имоти и предприятия (сгради, гори, мини, пощи и други) и провежда държавната регулация на икономиката. Тя отговаря и за изграждането и поддръжката на пътищата.
Ръководители на дирекцията са, последователно, Георги Вълкович (от 1879 до 1881 година), Христо Стамболски (1881–1883), Павел Дагоров (1883–1884) и Георги Хаканов (1884–1885).